# Hemimycena gracilis
Hemimycena gracilis är en svampart som först beskrevs av Lucien Quélet, och fick sitt nu gällande namn av Rolf Singer 1943. Enligt Catalogue of Life ingår Hemimycena gracilis i släktet Hemimycena,  och familjen Mycenaceae, men enligt Dyntaxa är tillhörigheten istället släktet Hemimycena,  och familjen Chromocyphellaceae. Arten är reproducerande i Sverige. Inga underarter finns listade i Catalogue of Life.